# Þingvellir
Þingvellir  (Tiếng Iceland: [ˈθiŋkˌvɛtlɪr̥])  (tiếng Anh: Thingvellir) nằm gần Bláskógabyggð, thuộc Arnessysla, phía Tây Nam đảo Iceland, khoảng 40 km về phía đông của thủ đô Reykjavik. Đây là một vườn quốc gia có tầm quan trọng về địa chất, lịch sử, văn hóa, du lịch nổi tiếng của Iceland. Nơi đây là một thung lũng gần một đỉnh của dãy núi ngầm dưới biển Mid-Atlantic Ridge và có hồ tự nhiên Þingvallavatn lớn nhất quốc gia Bắc Âu này.
Vườn quốc gia này được thành lập vào năm 1928 (là vườn quốc gia đầu tiên của Iceland), nhằm bảo tồn những giá trị còn lại của tòa nhà nghị viện đại hội đồng Þingvellir (Tòa nhà này được sử dụng từ năm 930 đến năm 1789), sau đó vườn quốc gia mở rộng thêm để bảo vệ thêm các giá trị tự nhiên xung quanh. Tòa nhà này thể hiện tính chủ quyền, độc lập, sở hữu vĩnh viễn của Iceland.

## Lịch sử
Lịch sử của đất nước này bắt đầu từ năm 874, khi những người Na Uy do Ingólfur Arnarson là thủ lĩnh là những người đầu tiên có mặt trên đảo một cách thường xuyên. Sau đó, người Celt chính là những người định cư đầu tiên. Ban đầu, mỗi một vùng thì có một hội đồng riêng, nhưng đến khi dân số tăng nhanh, quyền lực lại tập trung quá nhiều vào con cháu của Ingólfur Arnarson cai trị ở vùng Tây Nam nên các thủ lĩnh các vùng muốn lập ra một đại hội đồng để hạn chế quyền lực của họ.

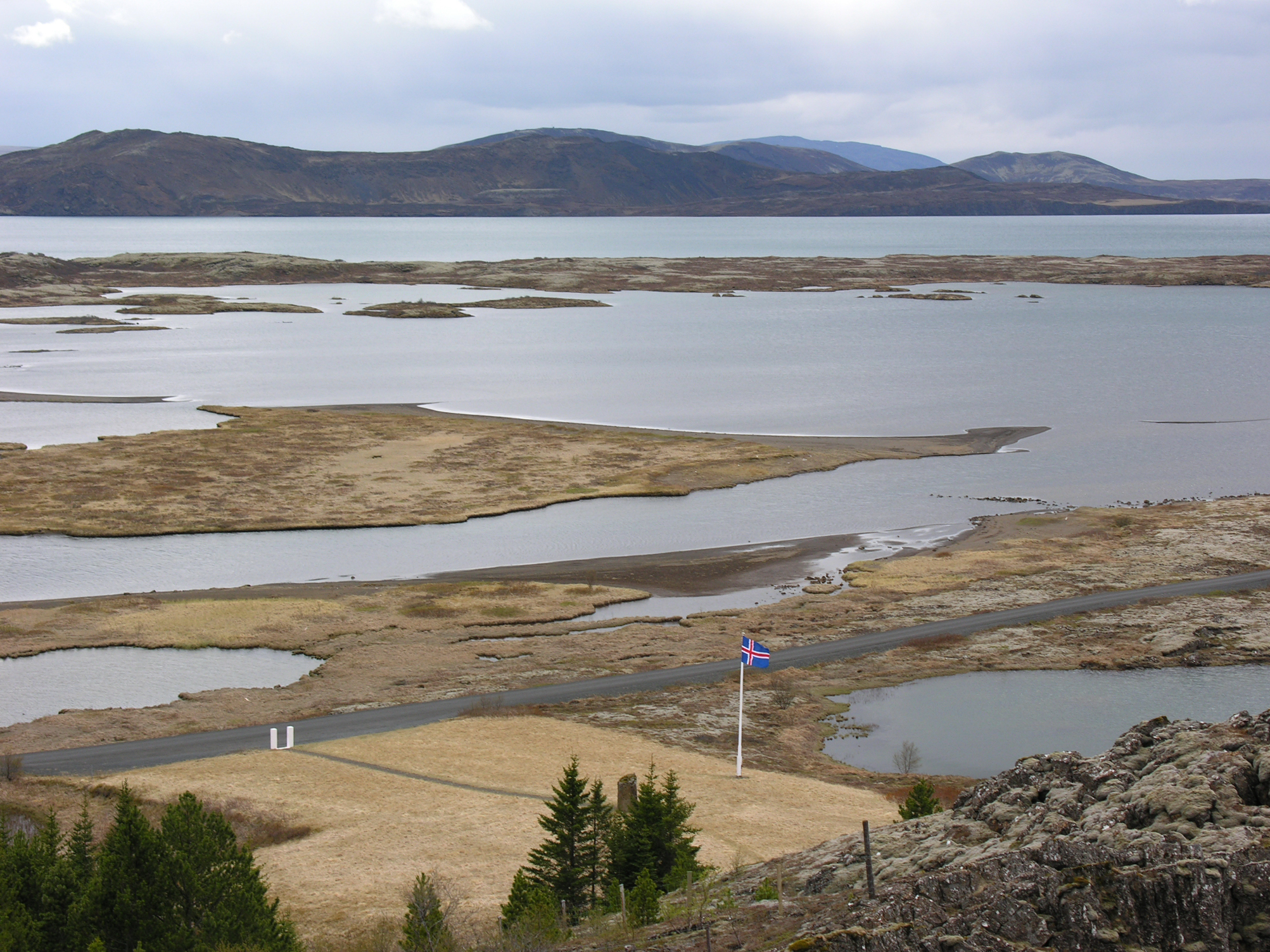
Khu vực lịch sử của Þingvellir

Vùng Bláskógar (sau này là Þingvellir) đã được chọn để xây dựng tòa nhà đại hội đồng, nhà ở và nơi chăn thả ngựa. Đây chính là nền tảng của quốc hội Iceland bây giờ, đóng vai trò là trung tâm lịch sử của đất nước.

## Địa lý

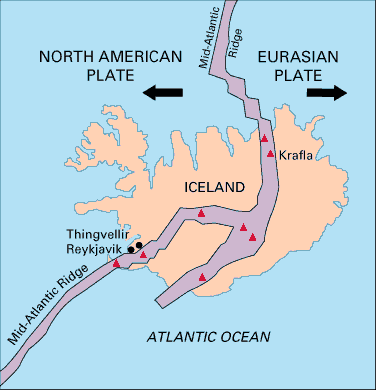
Sống núi giữa Đại Tây Dương đi ngang Þingvellir
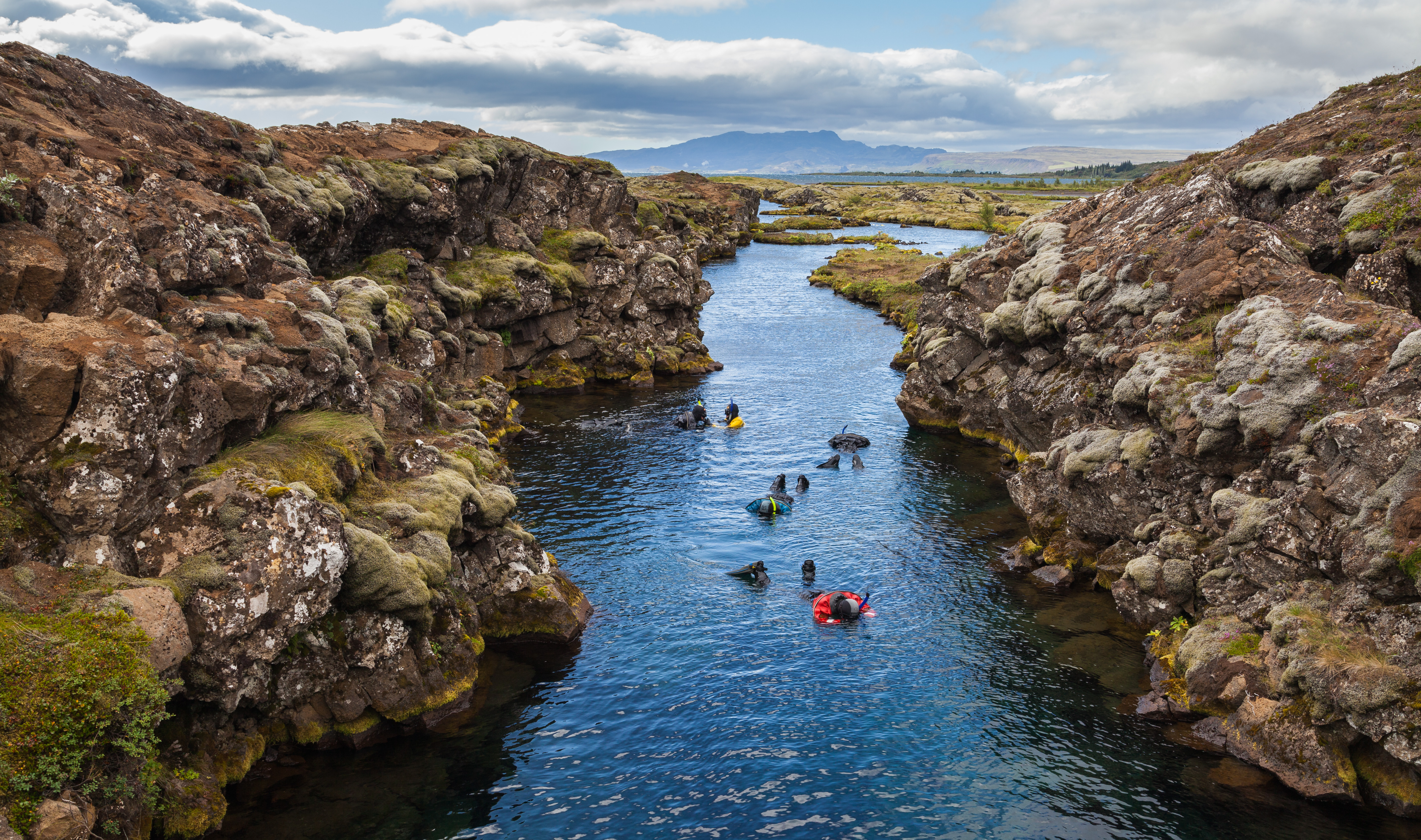
Silfra tại vườn quốc gia Þingvellir,  là một khe nứt giữa hai mảng kiến tạo Bắc Mỹ và Á-Âu.
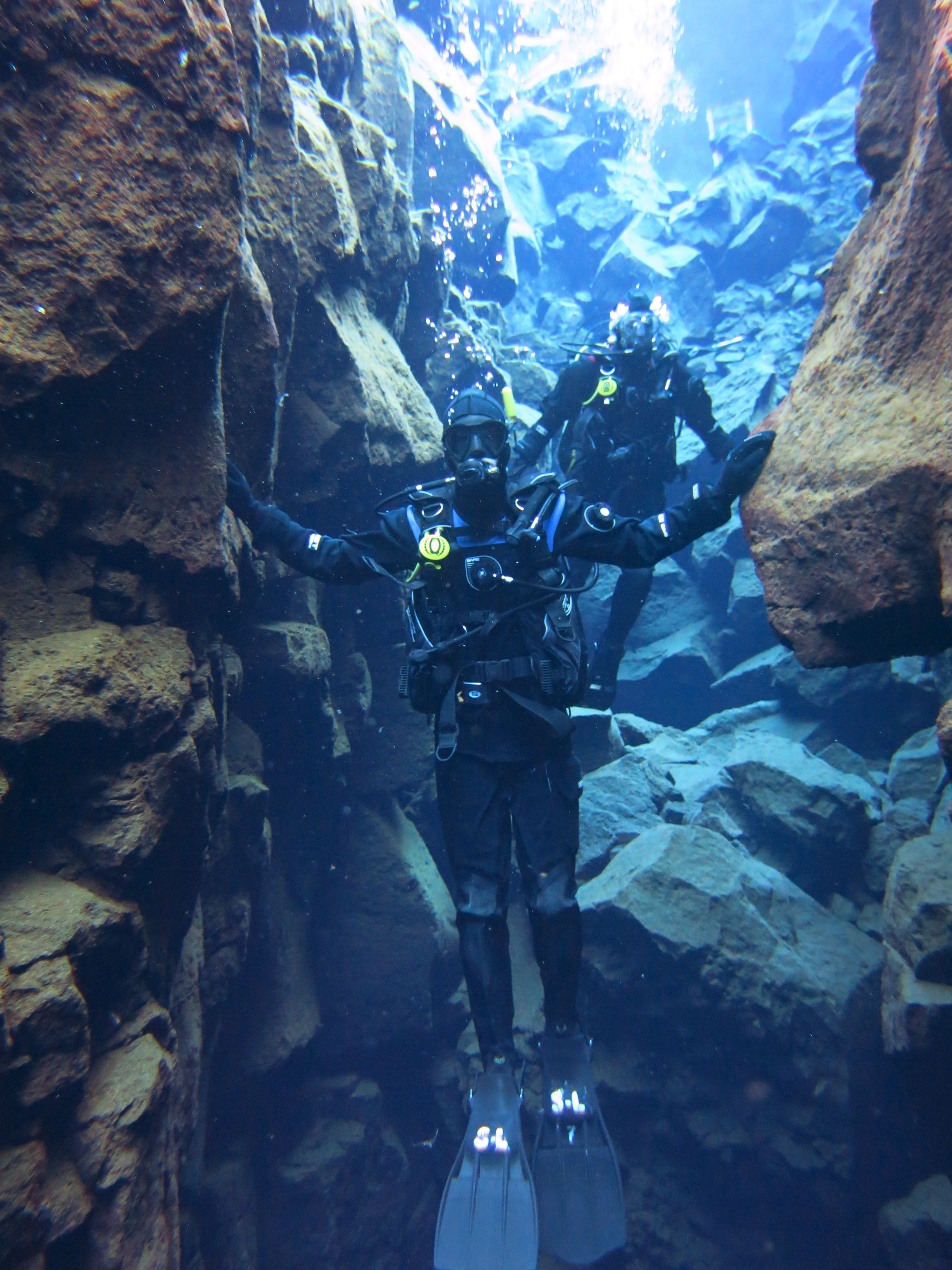
Lặn giữa 2 mảng kiến tạo

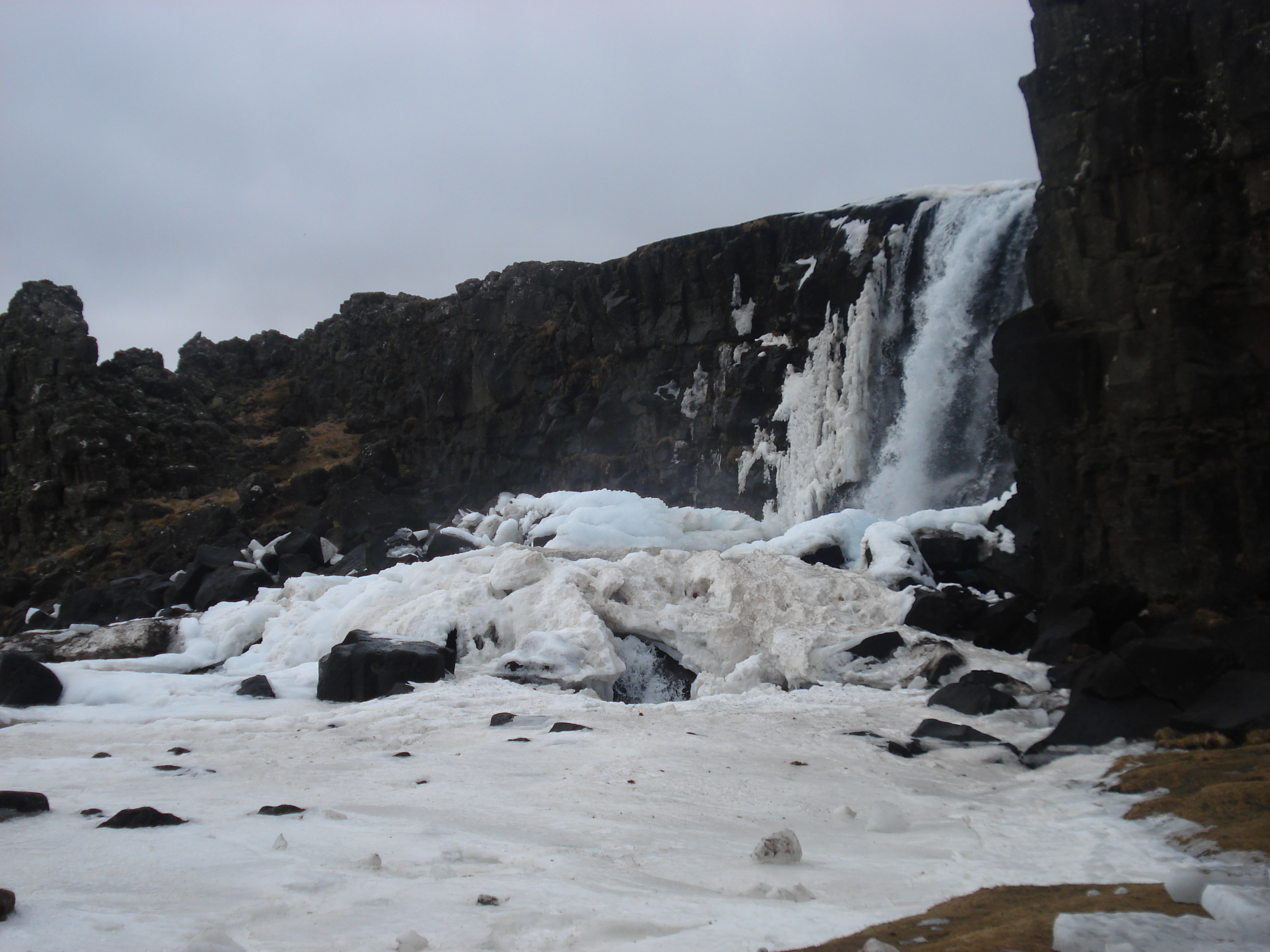
thác nước Oxarafoss

Vườn quốc gia này còn có môi trường đặc biệt về kiến tạo và núi lửa. Đây là khu vực địa chất bất ổn với các vết đứt gãy do sự trôi dạt của lục địa Á - Âu và lục địa Bắc Mỹ, nhất là ở khu vực hẻm núi Almannagjá. Vì vậy, nơi đây có các trận động đất và núi lửa phun trào.
Þingvellir nằm trên bờ biển phía Bắc của hồ Þingvallavatn, hồ tự nhiên lớn nhất của Iceland. Sông Öxará đi qua vườn quốc gia và tạo thành thác nước Öxarárfoss. Ngoài ra, phía Bắc của hồ Silfra là thác nước Gullfoss và Haukadalur, một thung lũng với những mạch nước ngầm và các lỗ khí phun trào.

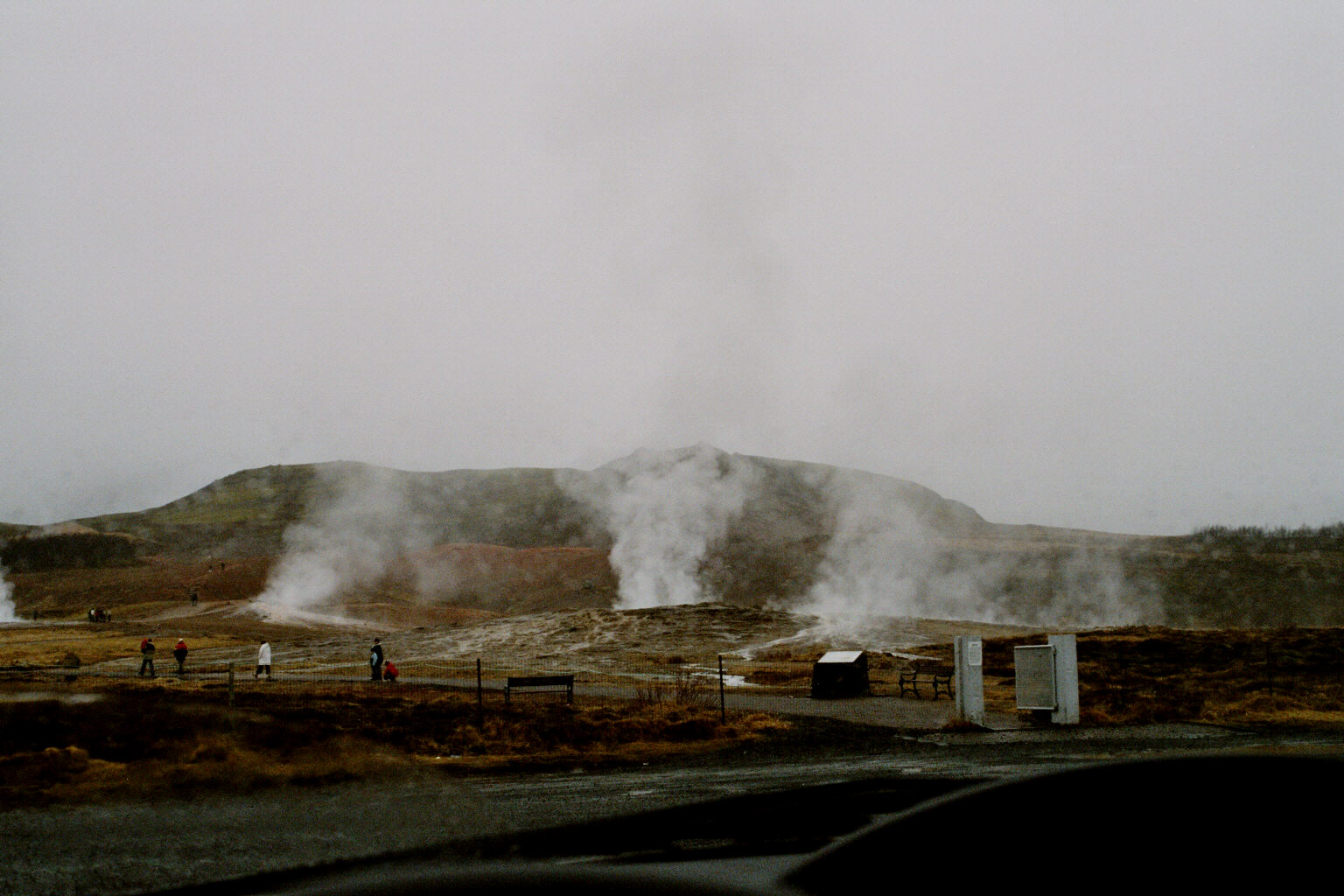
Haukadalur